# 大潭里 (七股區)

大潭里

大潭里是臺南市七股區最北邊的里，村落的西、北邊皆僅以大排水溝與將軍區將軍里相鄰，東北與將軍區西甲里相鄰；東側、南側與後港里相鄰，面積1.62平方公里，人口694人（2020年3月）。

## 簡介
民國67年（1978年）時「頂潭」、「台潭」2村合併為「大潭村」；「頂潭」包括頂潭寮、謝仔寮和三塊厝；「台潭」包括頂、下大潭寮及西爿楊。南26線、南28線是日治初期（1904年以前）才開闢，向東、東南分別可經佳里番仔寮聚落的北、南側進入佳里區，有公車停靠，是早期里民重要的對外交通工具。由南26線向西可接台61線（西濱快速道路）。由於本里為兩村合併，所以有大潭里里漁民活動中心（原中山堂改建）、頂潭活動中心。社區組織則有大潭社區發展協會及大潭關懷中心為里民運作。

## 學校

### 國中
- 臺南市七股區後港國民中學

### 國小
- 臺南市七股區後港國民小學

## 主要道路

### 省道
- 台17線

### 區道
- 南24線
- 南26線
- 南28線
- 南30線